# Adidas Azteca

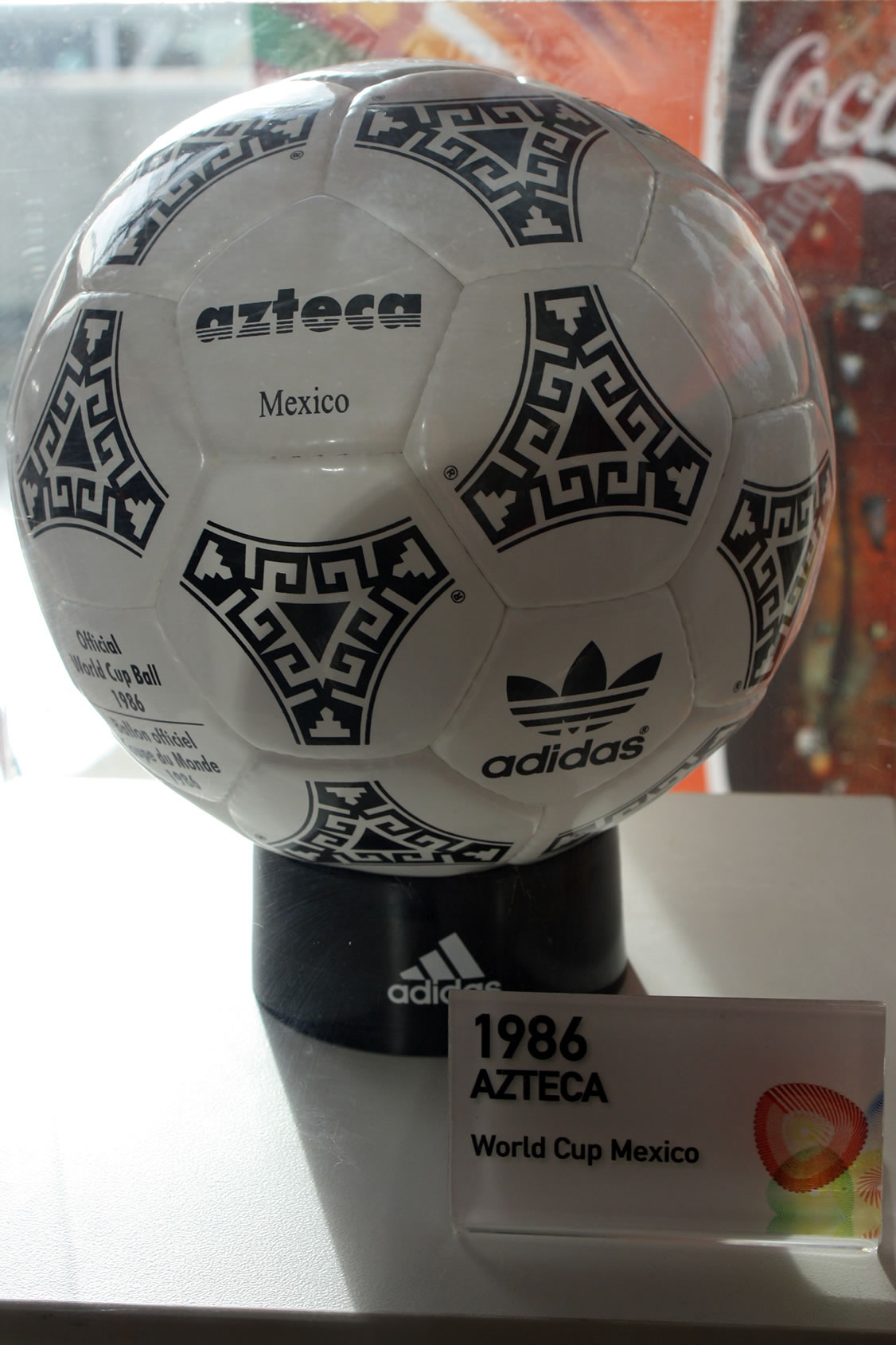
Adidas Azteca

Azteca — офіційний м'яч Чемпіонату світу з футболу 1986 у Мексиці. Цей м'яч був розроблений компанією Adidas спеціально для цього чемпіонату.

## Назва
М'яч названий на честь ацтеків, корінного народу на території Мексики.

## Технічні характеристики
Сфера, що складається з 32 зшитих вручну фрагментів (20 шестикутних і 12 п'ятикутних), які вперше в офіційному м'ячі чемпіонату світу були виготовлені не з натуральної шкіри, а з синтетичних речовин. Панелі складались з чотирьох шарів: зовнішньої оболнки з поліуретану і трьох шарів з різних структур «Adicron», що взаємно доповнювали одна одну.
Використання подібних матеріалів подовжило довговічність м'яча і ще покращило його водостійкість. Технічні характеристики м'яча були особливо важливими на цьому чемпіонаті, що проводився у країні з високою вологістю і значно підвищеною над рівнем моря територією.

## Дизайн
Як і у попередніх моделях, на м'ячі були утворені 12 кругів навколо п'ятикутних фрагментів. Тепер «тріади» на шестикутних панелях були не просто чорними, а з традиційним ацтецьким кутуватим візерунком.

## Інші версії
М'ячі також були виконані у яскравих помаранчевому та жовтому кольорах на випадок необхідності гри при поганому освітленні чи погодних умовах, але необхідності в їх використанні не виникло.